# カラフルアクアリウム
『カラフルアクアリウム』(COLORFUL AQUARIUM)は2006年11月24日にeufonieが発売した18禁恋愛アドベンチャーゲーム。2007年10月25日にNine's foxよりPlayStation 2 (PS2) 版『カラフルアクアリウム〜My Little Mermaid〜』が発売。PS2初回限定版にはドラマCD『美少女戦隊ピカリンジャー結成!!?』も付属。

## 概要
2006年にアダルトゲームメーカーの「etude」（エチュード）の姉妹ブランドとして設立された「eufonie」（ユーフォニー）の処女作になる。同年10月、11月に行われたDreamParty秋にて体験版が無料配布された。当初は同年9月29日を発売予定としていたが、製作の都合から11月24日に延期されている。

## あらすじ
主人公・遠城寺一臣は隣に住んでいる幼馴染の椎葉泉と共にごく普通の学生生活を送っていた。そんなある日、メイド服を着た女の子に道を聞かれたところからすべてが崩れた。家に帰ってみると見知らぬメイド服を着た女の子が二人、そして10年ぶりに再会したもう一人の幼馴染のアリサ・エクスレバンの姿だった。彼女達はほとんど強引に一臣の家に居候をし、さらに泉もアリサが来たことで対抗意識を燃やし一臣の家の家事をやるために家にいる時間が長くなってしまう。慌しい日々が続く中、その生活に平穏を感じるようになった一臣。だが、この後に衝撃の出来事があることは彼はまだ知らない。

## 登場キャラクター

### メインキャラクター
遠城寺 一臣（えんじょうじ かずおみ）
本作の主人公。風ノ丘学園1年。父親が外交官のため母親と共に世界を飛び回り、生活費を置いていってくれる姉も適当にいなくなるために、一人暮らしをしている。家事もほとんど泉に任せており（というよりも泉が勝手にやってくれる）、不自由のない生活を送っている。サッカー部に所属しているが真面目に活動をしていない。だが、実力は高く、レギュラーになっているため、結構他の部員から妬まれている。
性格はかなり適当で、女の子達に鈍感でデリカシーのない発言を繰り返し傷つけてしまうこともしばしば。だが、女の子たちのために体を張って助けようとするため、女の子達から嫌われることはない。
泉とアリサとは幼馴染であり、同時に自分の妹分だと思っており、好意は感じていない。だが、泉だけではなくアリサも彼に好意を寄せていることで他の男子連中にその事でからかわれている。
椎葉 泉（しいは いずみ）
声：安玖深音
一臣の幼馴染で隣に住む女の子。風ノ丘学園1年であり、一臣と同じクラス。ほぼ一人暮らし状態の主人公の世話をしている。いわゆる「おばあちゃんっ子」で、料理(特に和食)や裁縫などもおばあちゃんに習ったため得意としている。アリサ達が来てからは対抗意識からか、食事を作ったりなど一臣の家により一層来るようになる。
性格は少し気が弱いが芯は強く、冗談が通じない。一臣に好意のあるような発言をされて顔を赤くすることが多く、また自分の世界に入ってしまうこともある。密かに貧乳であることを気にしている。
恥ずかしさが極限に達した時や、アリサが余計なことを言おうとし慌てた時に「泉パンチ(一臣命名)」が飛んでくる。なお、殴った時の記憶は彼女にはなく、我に返った後に誰が殴ったのかを聞いてみんなにひかれることもある。
小さい頃から一臣の事が好きだったが、気の弱い性格から言い出せないでいる。アリサのようにアプローチできないことを悩んでいる。なお、アリサがアクアの住人だと知っている数少ない人物でもある。
アリサ・エクスレバン
声：須本綾奈
主人公の幼馴染で10年前に隣に住んでいた女の子。海底世界「アクア」の大統領補佐官の一人娘で、10年前も試用期間として一臣の隣に家に住んでいた経歴がある。ある日突然メイド2人を引き連れ主人公の下に押しかけて同居することになる。また、一臣と泉が学校行っているのを見て、自分自身も学校に入学することになる。一臣に自分の事で巻き込んでしまったことを密かに気にしている。特撮ヒーローなどが好きで、テレビでよく見ている。
気が強く勝手気ままな性格だが、本当は根は優しい素直な性格。また、かなり世間知らずのところがあり、一臣に怒られることも多い。そして、その分しっかり反省しているところも見られる。普段から大人びようとしているが、まだまだ子供。そのため、部下であるはずのトーコにからかわれることも多い。
泉同様に子供の頃から一臣が好きだったが、一臣が真面目に聞いていなかったこともあり、返事を受けていない。また、自分とは逆に10年間も一緒にいた泉の事を密かに妬んでいる。
彼女のルートの最後に子供を身篭っており、名前はサリア（声：北都南）。性格はアリサに似てませている。なお、PS2版ではサリアが産まれていない状態で再会するが、キャストの中にはサリアの名前は存在している。
なお、キャラクター紹介には「ふわふわのアッシュブロンドが印象的」と書いてあるが、アッシュブロンドは灰がかった金髪の事であり、彼女の髪は明らかに銀髪である。
カスミ・ラオシャン
声：野上奈々
アリサのメイドの一人。元々は士官学校に通っていたこともあり、アリサのボディーガードを務めている。そのため、運動神経は良く、一臣すらも軽々と持ち上げる馬鹿力を所持する。戦闘では魔法拳を使用し、マナの少ない地上でもとんでもない威力を発揮させる。だが、本人は戦うことを嫌っている。泉の手伝いで食事の手伝いをしている。また、洋食に関しては泉以上にうまく作れる。普段はティッシュ配りのバイトをしている。
性格は明るく優しい頑張り屋。語尾に「です」をつける。そして純真無垢であるため、時折相手を戸惑わせるような発言も多い。果てしない方向音痴で、道に迷うこともしばしば。
両親は軍属で彼女も両親を尊敬している。だが、母親は死亡し父親は行方不明となってしまっている。だが、父親はきっとどこかで生きていると信じており、自分も父親と同じ立派な戦士になろうと努力している。
トーコ・フェラレーレ・タツミ
声：本山美奈
アリサのメイドの一人。冷静で頭の回転は速く、アリサのフォロー役を務めている。アクアでも有数の魔法科学の権威者で、科学者として将来の地位を約束されていたが、アリサのサポート役となるため辞退している。チェスに関してはプロ並みの力を発揮させる。一臣の家では姉の部屋を借り勝手に改造、そこでトンデモアイテムを発明をしている。なお、ネーミングセンスはないが、一臣の興味を惹かれるような名前になっている。普段は客も来ないような漢方薬屋でバイトをしている。また、秋葉原に興味があり、買い物に行く場面もある。だが、人ごみとかは苦手としている。
非常に無口でマイペースな性格。言葉を発しないで首を振ったりなどと言った行動で意思を表示する。また、自分の気に喰わないことがあると口を膨らませ意思表示をする。また、状況を理解することが早く、一臣に彼女ができるといち早く察する。
元々は孤児であり、アリサの父親に拾われた過去がある。その恩を返すために、アリサ達を守ろうとする。普段からアリサの言う事を聞き流したり、アリサがドジをしているのを見て鼻笑いをする場面もあるが、いざ危険が訪れると真っ先に動きだす。だが、怒りで我を忘れると、とんでもない行動を起こす事もある。また、地上の事をよく勉強しているが、アリサには地上の嘘の情報を教えていた。これはアリサが地上での自分勝手な行動などにより一臣に愛想尽かせ父親の元に戻すためだということが明らかになる。
実は地上の人間であり、本名は「辰巳冬子」。アクアと繋ぐエレベーターに両親に乗せられて、アクアに来てしまった過去がある。当初はアクアでも厳重に監視されていたが、アリサの父親に引き取られることになる。なお、その事実を知っている人間はアリサなどの国家上層部でもほんの一握りしかおらず、トーコ自身もその事実を知らない。
神林 美羽（かんばやし みう）
声：青山ゆかり
風ノ丘学園の生徒会長であり2年生。一臣とは偶然知り合うことになり、アリサが学園に来るようになってからは、アリサの事で話し合うことも多い。実家は薙刀道場で、祖父の後を継ぐために日夜練習をしている。そのためか常に長刀を所持しており、治安を乱すものがいたら薙刀を振り回す。実力はレーザーブレイドを持ったマーベリックと互角。また、友達と呼べる人間も少なく遊びに行く機会もないため、カラオケなどの娯楽施設も知らない。趣味で庭の手入れをしており、家庭菜園もしている。だが、家庭菜園で栽培しているトマトなどに名前をつけて育てており、食べる時も悲しみながら食べている。文武両道だが、実はかなづち。
彼女のルートのみアリサ達がアクアの住人であることを知る(泉ルートでも深入りするが記憶を消される)。だが、非現実的な事実を受け入れようとしない。
規律に厳しく、大和撫子と思わせるような性格。そのため、非常識な行動をするアリサ達と犬猿の仲であり、普段落ち着いている彼女もアリサの前では言い争うような場面もある。
現在は父親が行方不明で、母親（声：飯田空）と祖父と三人で暮らしている。元々は父親っ子であったが、父が母や自分を置き去りに消えてしまったことを恨んでおり、父が研究していた超常現象など否定するようになる。だが、その反面で父にもう一度会いたいという気持ちもある。

### サブキャラクター
大木 亮（おおき りょう）
声：木島宇太
一臣の悪友。一臣と同じクラスであり、サッカー部に所属している。彼も同様にサッカー部のレギュラーで、一臣よりは真面目に活動している。一臣とはエロ話や馬鹿な話をすることが多い。また、一臣を女関係でからかうこともある。アリサに一目ぼれしている。実はシスコンであり、妹の事を溺愛しているような発言もある。
遠城寺 衛（えんじょうじ まもる）
声：白井綾乃
一臣の姉。海外で経営学を学び、その後起業したので、家には殆ど居ない。今回もアメリカの方でIT企業を立ち上げて億単位の資産を有し会社も成功を収めているが、めんどくさくなると簡単に手放してしまう性格のため、会社もあっさりと捨てている。アリサが住むアクアに興味を持ち、そこで企業を立ち上げようとしている。
考えるよりも先に動く大雑把な性格。一臣以上に偉そうで、実質上遠城寺で逆らえる人間はいない(研究を馬鹿にされたトーコを除く)。だが、現実をよく見ており、おちゃらけながらも一臣にアドバイスを送ったりもする。
マーベリック・ヒルドン
声：蓮香
アクア特殊部隊であるトライデント部隊に所属する軍人。アリサを捕まえるために地上に赴き、学園内で対峙する。武器はレーザーブレイドを使用。
カスミとは士官学校時代の同期であり、掛け買いのない友情を築き上げてきた。だが、自分がトライデント部隊に入ったのに対してカスミは辞退。そのこともあり、カスミの事を恨んでいるような発言をするが、心の奥底ではカスミが自分の前からいなくなったことに寂しさを感じている。
性格は気が強く口が悪く生真面目。だが、友達思いの一面が多く、カスミが絶交すると言う発言で戸惑う一面もある。
カペラ・モンダリス
声：楠鈴音
アクア特殊部隊であるトライデント部隊に所属する軍人。マーベリックの相棒であり、銃火器を使用した遠距離射撃専門……のはずだが、命中率はよくない。ドイツ製のPSG-1を使用。
実家が軍人であるため、本来事務向けの性格なのに無理やり戦場に赴かされていることを嘆いている。だが、仕事をしようとすると必ず失敗し足手まといになり、ドジと言われているカスミすらも比べられたら可哀想と言わしめるほど役に立たない。また、スタイルがよく、タートルのセクハラ発言されることもある。トーコの事を尊敬しており、敵であるはずだが、サインをもらおうとしていた。
おっとりし、のんびりした性格であり、アリサ達に噛み付こうとするマーベリックを抑えようとする場面も多い。
タートル
声：不明
マーベリックとカペラが操るサポートメカ。自立成長型AIが搭載されているため、マーベリックたちのツッコミ及び悪口などをいう。エロい性格で自分に男性器が付いていないことを嘆くなどセクハラ発言も目立つ。だが、その反面色々な機能が付いており、トーコも彼を使いアクアとコンタクト取ろうとする。何故か口調が関西弁。

## スタッフ
- シナリオ：尾之上咲太
- 原画：木場智士
- ムービー：神月社（Mju:z）
- 音楽：ROMANTIC-OBSESSION
  - OP：『Primula juliae -プリムラ・ジュリアン-』
    - 作詞:a.k.a.dRESS、佐倉紗織
    - 作曲:a.k.a.dRESS (ave;new)
    - 歌：佐倉紗織

  - ED：『Remembrance』
    - 作詞:a.k.a.dRESS
    - 作曲:a.k.a.dRESS
    - 歌：佐倉紗織